# Storegöl (Tingsås socken, Småland)
Storegöl är en sjö i Tingsryds kommun i Småland och ingår i Bräkneåns huvudavrinningsområde.